# Les femmes sont marrantes
Pour plus de détails, voir Fiche technique et Distribution.
Les femmes sont marrantes est un film français réalisé par André Hunebelle et sorti en 1958.

## Synopsis
Le film décrit un marivaudage sentimental entre Nicole, son mari Christian, son ami Alexandre et une petite provinciale, Marie-Josèphe, qui épousera Alexandre après avoir excité la jalousie de Nicole.

## Fiche technique
- Titre original : Les femmes sont marrantes
- Réalisation : André Hunebelle, assisté de Serge Witta, Yves Prigent
- Scénario : Jean Halain, d'après la pièce de Pierre Barillet et Jean-Pierre Gredy Ami-ami
- Décors : Sydney Bettex
- Costumes : Mireille Leydet
- Photographie : Paul Cotteret
- Opérateur : Henri Raichi
- Son : Jean-Désiré Bertrand
- Montage : Françoise Javet
- Musique : Pierre Dudan
- Direction musicale : Jean Marion
- Maquillage : Pierre Berroyer, assisté de Michel Deruelle
- Coiffures : Huguette Lalaurette
- Photographe de plateau : Henri Thibault
- Script-girl : Charlotte Lefèvre
- Régisseur : Tonio Suné
- Tournage du 18 novembre au 24 décembre 1957
- Production : André Hunebelle, André Halley des Fontaines, Marie-Reine Kergal
- Production déléguée : Paul Cadéac
- Sociétés de production : UGC, Production Artistique et Cinématographique, Kerfrance Productions
- Société de distribution : UGC
- Pays d’origine :  France
- Langue originale : français
- Format : noir et blanc — 35 mm — 1,37:1 — son Mono
- Genre : Comédie
- Durée : 75 minutes
- Dates de sortie : 
  - France : 4 juin 1958
- Affiche : Guy-Gérard Noël (France)

## Distribution
- Micheline Presle : Nicole
- Yves Robert : Christian
- Pierre Dudan : Alexandre
- Marthe Mercadier : Yolande
- Sophie Daumier : Marie-Josèphe
- Jacques Dynam : Max
- Benoîte Lab : La concierge
- Luce Fabiole : La servante
- Charles Bouillaud : Un agent de la circulation
- Louis Bugette : Un agent
- Edmond Tamiz : Le restaurateur grec
- Jacques Marin : Le taxi
- Grégory Chmara : Le patron de la boîte russe
- René Clermont : L'homme accidenté
- Le chien Bibiche